# Baranówka (województwo małopolskie)
Baranówka (Baranówka Luborzycka) – wieś w Polsce położona w województwie małopolskim, w powiecie krakowskim, w gminie Kocmyrzów-Luborzyca.
Początki tej miejscowości sięgają XIX wieku. Najprawdopodobniej ziemie tworzące dzisiejszą Baranówkę zostały jako odrębna kolonia wydzielone z dóbr luborzyckich w wyniku carskiej reformy uwłaszczeniowej z 1864 roku. Jeszcze w ostatnich dekadach XIX wieku w zachowanych dokumentach nazwa Baranówka pisana jest łącznie z przymiotnikiem – Luborzycka.
Baranówka jest jednym z najpóźniej powstałych sołectw tworzących Gminę Luborzyca, od 1973 roku Gmina Kocmyrzów-Luborzyca.
W latach 1975–1998 miejscowość administracyjnie należała do województwa krakowskiego.

## Części wsi
| SIMC    | Nazwa    | Rodzaj    |
| ------- | -------- | --------- |
| 0322100 | Firlejów | część wsi |
| 0322117 | Młyn     | część wsi |

## Zabytki
Obiekt wpisany do rejestru zabytków nieruchomych województwa małopolskiego.
- Dwór, park, figura MB.
Dwór pierwotny drewniany, należący do majątku hrabiego Wielopolskiego, przebudował na murowany jego właściciel Józef Amouraux w latach 20. XX w. W 1936 roku po śmierci Józefa Amouraux majątek w Baranówce przejął jego syn, również Józef Amouraux. Zarządzał on nim do września 1939 roku. Podczas II wojny światowej majątkiem w Baranówce zarządzała Maria Kozłowska[8] (siostra Józefa). Po wojnie majątek rodziny Amouraux w Baranówce został rozparcelowany, a dworek zamieniono na magazyn narzędzi rolniczych.
Figura Najświętszej Marii Panny pochodzi z 1864 roku[9].